# 旧川崎貯蓄銀行福島出張所
旧川崎貯蓄銀行福島出張所 （きゅうかわさきちょちくぎんこうふくしましゅっちょうじょ）は大阪府大阪市福島区にある建築物。銀行出張所として建設されたが、現在はミナミ株式会社社屋である。

## 概要
川崎銀行系の建築を数多く手がけた矢部又吉の設計による。正面に4本のフルーティング付きイオニア式ジャイアント・オーダーを配し、端部を角型ピラスターで納める。敷地に対応してファサードに緩やかなカーブを付けている。

## 交通アクセス
- 大阪環状線福島駅より西に徒歩5分。
- 阪神本線福島駅より西に徒歩5分。